# Carla Porta Musa
Carla Porta Musa (ur. 15 marca 1902 w Como, zm. 10 października 2012 w Como) – włoska eseistka i poetka. Urodziła się w Como, jako córka Marii Caselli i Enrico Musy, znanego inżyniera z Mediolanu.
Studiowała w Lozannie (Szwajcaria), Bushey (Wielka Brytania) i w Paryżu (Francja).
Zmarła w wyniku powikłań po zapaleniu płuc w wieku 110 lat.

## Wybrana bibliografia
- Le tre zitelle, 2010
- Villa Elisabetta, 2008
- Lasciati prender per mano, 2007
- La ribelle incatenata, 2005
- Nel segno di Chiara, 1998
- Il cielo nel cuore, 1997
- Il suo cane ciao e altre storie, 1995
- Le stagioni di Chiara, 1994
- Il tuo cuore e il mio, 1992
- Lampi al magnesio, 1991
- La luna di traverso, 1965
- Il cortile, 1961
- Storia di Peter, 1960
- Girometta e Pampacoca, 1960
- La breve estate, 1959
- Liberata, 1958
- Virginia 1880, 1955
- Quaderno rosso, 1954
- Nuovi momenti lirici, 1953
- Momenti Lirici, 1950